# Gaio Claudio Regillense
Gaio Gaio Claudio Regillense (fl. IV secolo a.C.) è stato un politico romano.

## Biografia
Fu nominato dittatore dal Senato, irritato dalla lentezza con cui i due consoli, Gaio Sulpicio Longo e Publio Elio Peto, stavano approntando la campagna contro i Sidicini.
Quando però gli àuguri, dichiararono che la nomina non sembrava regolare, il dittatore e il magister equitum, rinunciarono alla carica.